# コンバット (1987年のパチンコ機)
コンバットは、1987年2月にSANKYOが発売した、センター役物の中に大当たり中に稼動する戦車が配置されているパチンコ機のシリーズ名。
コンバットⅠとコンバットⅡの2機種がある。

## 概要
貯留機能を搭載していないオーソドックスな羽根モノタイプ。機種名にある通り、戦闘をイメージした台となっている。全体的に甘いゲージ構成となっており、大当たり終了後にも早い段階で次の大当たりが狙える連チャン性を有しているのが特徴である。コンバットⅠは、1チャッカーか2チャッカーのいずれかに玉が入賞すると、羽根が1回もしくは2回開放される標準的な羽根モノタイプである。兄弟機のコンバットⅡは、3つのチャッカー全てが1回開きで、左右肩に配置されているチャッカーと連動した2回開きのチューリップが搭載されており、シリーズ機で仕様が異なる。

## スペック
- コンバットⅠ
  - 賞球数 ALL13
  - 大当たり最高継続 8R
- コンバットⅡ
  - 賞球数 ALL13
  - 大当たり最高継続 8R

## 演出
V入賞後の大当たり中には、センターに配置されている戦車のキャタピラが回転し始める。キャタピラの動作に合わせて大砲も動いて、役物内に拾われた玉の動きに変化を与える。大当たりの最終ラウンドにはBGMが変化する。

大当たり中の羽根開閉のタイミングは一定ではなくランダムな動きを見せる。